# Campeonato da Europa de Atletismo de 2018 - 400 m com barreiras feminino
A prova dos 400 metros com barreiras feminino do Campeonato da Europa de Atletismo de 2018 foi disputada entre os dias 7 e 10 de agosto de 2018 no Estádio Olímpico de Berlim em Berlim,  na Alemanha. 

## Recordes
Antes desta competição, os recordes mundiais e do campeonato nesta prova eram os seguintes:
|                       | Nome              | Nacionalidade   | Tempo | Local     | Data                |
| --------------------- | ----------------- | --------------- | ----- | --------- | ------------------- |
| Recorde mundial       | Yuliya Pechonkina | Rússia          | 52s34 | Tula      | 8 de agosto de 2003 |
| Recorde do campeonato | Natalya Antyukh   | União Soviética | 53s32 | Barcelona | 30 de julho de 2010 |
| Recorde europeu       | Yuliya Pechonkina | Rússia          | 52s34 | Tula      | 8 de agosto de 2003 |

## Medalhistas
| Ouro               | Prata                 | Bronze               |
| Léa Sprunger (SUI) | Hanna Ryzhykova (UKR) | Meghan Beesley (GBR) |

## Cronograma
Todos os horários são locais (UTC+2).
| Data         | Hora  | Evento    |
| ------------ | ----- | --------- |
| 7 de agosto  | 10:00 | Bateria   |
| 8 de agosto  | 19:05 | Semifinal |
| 10 de agosto | 20:50 | Final     |

## Resultados

### Bateria
Qualificação: 3 atletas de cada bateria  (Q) mais os 3 melhores qualificados (q). 
| Posição | Bateria | Raia | Atleta                  | Nacionalidade               | Tempo   | Notas           |
| ------- | ------- | ---- | ----------------------- | --------------------------- | ------- | --------------- |
| 1       | 2       | 6    | Vera Rudakova           | Atletas Neutros Autorizados | 56.24   | Q               |
| 2       | 3       | 8    | Robine Schürmann        | Suíça                       | 56.35   | Q               |
| 3       | 3       | 7    | Mariya Mykolenko        | Ucrânia                     | 56.39   | Q               |
| 4       | 1       | 2    | Joanna Linkiewicz       | Polónia                     | 56.66   | Q               |
| 5       | 2       | 5    | Sanda Belgyan           | Roménia                     | 56.68   | Q,              |
| 6       | 2       | 7    | Margo Van Puyvelde      | Bélgica                     | 56.70   | Q               |
| 7       | 1       | 8    | Kirsten McAslan         | Grã-Bretanha                | 56.78   | Q               |
| 8       | 3       | 4    | Justien Grillet         | Bélgica                     | 56.94   | Q               |
| 9       | 1       | 5    | Aurélie Chaboudez       | França                      | 57.08   | Q               |
| 10      | 3       | 6    | Sara Gallego            | Espanha                     | 57.18   | q               |
| 11      | 2       | 3    | Justyna Saganiak        | Polónia                     | 57.24   | q               |
| 12      | 1       | 3    | Yasmin Giger            | Suíça                       | 57.40   | q               |
| 13      | 1       | 4    | Elif Gören              | Turquia                     | 57.53   |                 |
| 14      | 3       | 3    | Johanna Holmén Svensson | Suécia                      | 57.55   | =               |
| 15      | 3       | 2    | Anna Sjoukje Runia      | Países Baixos               | 57.76   |                 |
| 16      | 1       | 7    | Daniela Ledecká         | Eslováquia                  | 57.81   | Recorde pessoal |
| 17      | 2       | 8    | Viivi Lehikoinen        | Finlândia                   | 58.43   |                 |
| 18      | 2       | 4    | Emma Zapletalová        | Eslováquia                  | 58.46   |                 |
| 19      | 1       | 6    | Linda Olivieri          | Itália                      | 58.47   |                 |
| 20      | 3       | 5    | Elisabeth Slettum       | Noruega                     | 58.56   |                 |
| 21      | 2       | 2    | Drita Islami            | Macedônia do Norte          | 1:02.23 |                 |

### Semifinal
Qualificação: 2 atletas de cada bateria  (Q) mais os  2 melhores qualificados (q). 
| Posição | Bateria | Raia | Atleta              | Nacionalidade               | Tempo | Notas                |
| ------- | ------- | ---- | ------------------- | --------------------------- | ----- | -------------------- |
| 1       | 3       | 3    | Hanna Ryzhykova*    | Ucrânia                     | 54.82 | Q,                   |
| 2       | 2       | 3    | Léa Sprunger*       | Suíça                       | 55.04 | Q                    |
| 3       | 3       | 4    | Yadisleidy Pedroso* | Itália                      | 55.13 | Q                    |
| 4       | 1       | 4    | Eilidh Doyle*       | Grã-Bretanha                | 55.16 | Q                    |
| 5       | 3       | 6    | Meghan Beesley*     | Grã-Bretanha                | 55.21 | q,                   |
| 6       | 3       | 8    | Vera Rudakova       | Atletas Neutros Autorizados | 55.24 | q,                   |
| 7       | 2       | 5    | Viktoriya Tkachuk*  | Ucrânia                     | 55.37 | Q                    |
| 8       | 2       | 4    | Ayomide Folorunso*  | Itália                      | 55.69 |                      |
| 9       | 1       | 3    | Hanne Claes*        | Bélgica                     | 55.75 | Q                    |
| 10      | 2       | 6    | Line Kloster*       | Noruega                     | 55.78 |                      |
| 11      | 1       | 6    | Amalie Iuel*        | Noruega                     | 55.81 |                      |
| 12      | 1       | 7    | Robine Schürmann    | Suíça                       | 55.89 |                      |
| 13      | 3       | 5    | Zuzana Hejnová*     | Chéquia                     | 56.03 |                      |
| 14      | 2       | 8    | Joanna Linkiewicz   | Polónia                     | 56.06 |                      |
| 15      | 2       | 7    | Aurélie Chaboudez   | França                      | 56.19 | Recorde da temporada |
| 16      | 1       | 8    | Mariya Mykolenko    | Ucrânia                     | 56.35 |                      |
| 17      | 3       | 1    | Yasmin Giger        | Suíça                       | 56.81 | EJ20L                |
| 18      | 1       | 5    | Sara Petersen*      | Dinamarca                   | 56.91 |                      |
| 19      | 3       | 2    | Sara Gallego        | Espanha                     | 57.25 |                      |
| 20      | 2       | 2    | Kirsten McAslan     | Grã-Bretanha                | 57.33 |                      |
| 21      | 2       | 1    | Justien Grillet     | Bélgica                     | 57.40 |                      |
| 22      | 1       | 1    | Sanda Belgyan       | Roménia                     | 57.51 |                      |
| 23      | 1       | 2    | Justyna Saganiak    | Polónia                     | 57.71 |                      |
| 24      | 3       | 7    | Margo Van Puyvelde  | Bélgica                     | DNS   |                      |

* Atletas que entraram diretamente na semifinal. 

### Final
| Posição           | Raia | Atleta             | Nacionalidade               | Tempo | Notas                |
| ----------------- | ---- | ------------------ | --------------------------- | ----- | -------------------- |
| Medalha de ouro   | 3    | Léa Sprunger       | Suíça                       | 54.33 | EL                   |
| Medalha de prata  | 5    | Hanna Ryzhykova    | Ucrânia                     | 54.51 | Recorde da temporada |
| Medalha de bronze | 1    | Meghan Beesley     | Grã-Bretanha                | 55.31 |                      |
| 4                 | 7    | Hanne Claes        | Bélgica                     | 55.75 |                      |
| 5                 | 4    | Yadisleidy Pedroso | Itália                      | 55.80 |                      |
| 6                 | 2    | Vera Rudakova      | Atletas Neutros Autorizados | 55.89 |                      |
| 7                 | 8    | Viktoriya Tkachuk  | Ucrânia                     | 56.15 |                      |
| 8                 | 6    | Eilidh Doyle       | Grã-Bretanha                | 56.23 |                      |

Legenda
| Recorde mundial       | Recorde mundial (World record)               |                       | Recorde africano                      | Recorde africano (African) |                                           | Q | Classificado por posição (Qualified) |
| Recorde do campeonato | Recorde do campeonato (Championship record)  | Recorde da América    | Recorde da América (Americas)         | q                          | Classificado por melhor tempo (Qualified) |   |                                      |
| Melhor marca do ano   | Melhor marca do ano (World leading)          | Recorde asiático      | Recorde asiático (Asian)              | DNS                        | Não largou (Did not start)                |   |                                      |
| Recorde nacional      | Recorde nacional (National record)           | Recorde europeu       | Recorde europeu (European)            | DNF                        | Não terminou (Did not finish)             |   |                                      |
| Recorde pessoal       | Recorde pessoal do atleta (Personal best)    | Recorde da Oceania    | Recorde da Oceania (Oceania)          | DSQ / DQ                   | Desclassificado (Disqualified)            |   |                                      |
| Recorde da temporada  | Recorde da temporada do atleta (Season best) | Recorde sul-americano | Recorde sul-americano (South America) | NM                         | Sem marca (No mark)                       |   |                                      |